# رودری (بازیکن فوتبال، زاده ۱۹۹۰)
رودری (انگلیسی: Rodri؛ زادهٔ ۶ ژوئن ۱۹۹۰) بازیکن فوتبال اهل اسپانیا است.
از باشگاه‌هایی که در آن بازی کرده‌است می‌توان به باشگاه فوتبال شفیلد ونزدی، باشگاه فوتبال رئال ساراگوسا، باشگاه فوتبال رئال وایادولید، باشگاه فوتبال آلمریا، باشگاه فوتبال مونیخ ۱۸۶۰، باشگاه فوتبال بارسلونا بی، باشگاه فوتبال سویا، و باشگاه فوتبال بارسلونا اشاره کرد.
وی همچنین در تیم ملی فوتبال زیر ۲۱ سال اسپانیا بازی کرده‌است.